# James Bregman
Pour les articles homonymes, voir Bregman.
James Steven Bregman, né le 17 novembre 1941 à Washington, est un judoka américain. Il est médaillé de bronze olympique en 1964 en catégorie des moins de 80 kg.

## Palmarès international
| Année | Compétition                | Lieu           | Résultat | Catégorie      |
| ----- | -------------------------- | -------------- | -------- | -------------- |
| 1964  | Jeux olympiques            | Tokyo          | 3e       | Moins de 80 kg |
| 1965  | Championnats panaméricains | Guatemala      | 1er      | Moins de 80 kg |
| 1965  | Championnats du monde      | Rio de Janeiro | 3e       | Moins de 80 kg |